# Velmi neobyčejně veselé Vánoce
Velmi neobyčejné veselé Vánoce (v anglickém originále Extraordinary Merry Christmas) je devátá epizoda třetí série amerického hudebního televizního seriálu Glee a v celkovém pořadí padesátá třetí epizoda. Zároveň je poslední epizodou seriálu vysílanou v roce 2011 a je sezónním polovičním finále. Napsala ji Marti Noxon, režíroval ji poprvé Matthew Morrison (v seriálu hraje jednu z hlavních rolí, Willa Schuestera) a vysílala se ve Spojených státech dne 13. prosince 2011. Členové sboru New Directions v této epizodě účinkují v černobílém televizním speciálním vánočním pořadu.
V této epizodě zazní devět písní a osm z nich se objevilo na druhém soundtrackovém albu Glee, tedy na Glee: The Music, The Christmas Album Volume 2. Tato epizoda má v originále stejný název jako původní skladba na tomto albu, "Extraordinary Merry Christmas", kterou pro seriál napsali seriálový výkonný hudební producent Adam Anders, producent písní Peer Åström a Shelly Peiken. Zbývajících osm písní jsou cover verze a všechny písně vyšly jako singly. Kritici většinou chválili hudbu z epizody.
Ačkoliv speciál uvnitř epizody získal většinou pozitivní recenze, tak epizoda jako celek vzbudila rozporuplné komentáře od kritiků. Některé aspekty z ohraničené sekvence byly kritizovány, zvláště Racheliny přehnané požadavky na vánoční dárky i přes fakt, že je Židovka. V původním vysílání epizodu sledovalo 7,13 milionů amerických diváků a získala 3,0/8 Nielsenova ratingu/podílu na trhu ve věkovém okruhu od osmnácti do čtyřiceti devíti let. Celková sledovanost nepatrně vzrostla oproti předchozí epizodě s názvem Drž si svých 16.

## Děj epizody

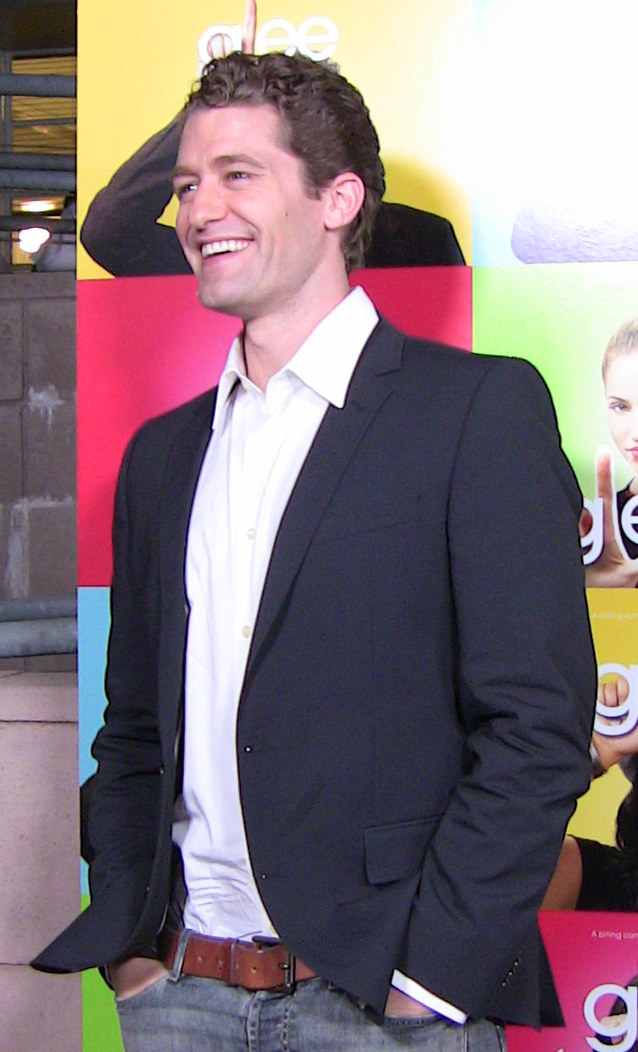
Tato epizoda se stala režisérským debutem jednoho z hlavních herců seriálu, Matthewa Morrisona (na obrázku).

Sue (Jane Lynch) najímá sbor, aby zpívali v útulku pro bezdomovce, kde bude ona dobrovolnicí, protože chce odvést pozornost od jejích prvních Vánoc bez sestry Jean, která v tomto roce zemřela. Finn (Cory Monteith) řekne Rachel (Lea Michele), že vše, co chce k Vánocům, je ona. Rachel (Lea Michele) mu odpoví, že on je také vše, co si přeje, ale dává Finnovi (Cory Monteith) dlouhý seznam návrhů na vánoční dárky pro ni. Finn je zděšen, jak moc Rachel tyto věci chce, i když ta ho ujistí, že pět věcí ze seznamu stačí. Když mu Rachel později naznačí, že dřívější dárek by nebyl od věci, tak ji Finn překvapí s darováním prasnice, kterou pojmenoval po ni, jako pomoc pro Afričany. Rachel je nešťastná, připomene Finnoci, že je veganka a doporučí mu, aby se raději držel jejího zadaného seznamu, aby se vyhnul ztrapnění, zatímco se zmíní o tom, že by chtěla náušnice.
New Directions oslavují nadcházející svátky, když Mercedes (Amber Riley) zpívá "All I Want For Christmas Is You". Rory (Damian McGinty) věnuje píseň "Blue Christmas" své rodině; toto jsou první Vánoce, co je bez nich. Sam (Chord Overstreet) nabídne Rorymu, že ho vezme k nim domů, aby mu ukázal pravé americké Vánoce. Vedoucí sboru Will Schuester (Matthew Morrison) oznámí, že New Directions byli osloveni, aby vytvořili vánoční speciální pořad pro místní televizní stanici PBS a režisérem by byl člen sboru, Artie (Kevin McHale). Vedoucí stanice souhlasí s Artieho konceptem-černobílé poctě pořadům Star Wars Holiday Special a Judy Garland Christmas Special. Pořad moderují Kurt (Chris Colfer) a Blaine (Darren Criss), kteří zdvořile uvítají všechny své přátele a zpívají s nimi veselé písničky. Rory bude hrát roli Itchyho, vánočního elfa a recitovat "Frosty the Snowman". Sam poukáže na to, že "Frosty" nemá šťastný konec a že malý smutek také patří k Vánocům. Artie chce ale pouze ukázat tu "šťastnou" část Vánoc a přepíše příběh Frostyho a tak se Sam rozhodne, že se k nim nepřipojí. Sue jejich zkoušku přeruší, aby znovu potvrdila, že New Directions budou zpívat v útulku pro bezdomovce v pátek, ale natáčení pořadu proběhne také v pátek. Artie žádá o přeložení, ale Sue řekne, že je to již očekává a je skálopevně přesvědčená: musí to být páteční večer. Členové sboru se rozhodnou pro natáčení a Sue ve znechucení nad nimi odejde.
Kurt a Blaine začínají pořad Glee Holiday Spectacular svým vystoupením s písní "Let It Snow", Rachel a Mercedes přichází a se svými hostiteli zpívají "My Favorite Things", dále se ukazují Finn a Puck (Mark Salling) jako ne zcela reálné postavy z Hvězdných válek a zpívají "Santa Claus Is Coming to Town". Píseň "Christmas Wrapping" zpívá Brittany (Heather Morris), v doprovodu Santany (Naya Rivera), Tiny (Jenna Ushkowitz), Mika (Harry Shum mladší) a několika roztleskávaček. Když přichází Rory jako Itchy, jsou ostatní zklamáni, když jim řekne, že nebude číst "Frosty the Snowman"; místo toho jim přečte biblický příběh narození z evangelia podle Lukáše.
Quinn (Dianna Agron) a Sam jsou v útulku pro bezdomovce společně se Sue a pomáhají podávat rychle mizící jídlo. Později přijdou New Directions a přinesou více jídla a nějaké dárky. Sbor pro lidi zde zpívá "Do They Know It's Christmas?". Zpět na McKinleyově střední si vše Rachel rozmyslí a pojmenuje Finnův dárek "Barbra". Finn ji dá náušnice, které chtěla, ale ona je nakonec vrátí do obchodu a vrátí i iPod, který mu dala: věnují peníze charitativní organizaci, které pomáhají Sam a Rory a pomáhají jim s vybíráním peněz.

## Seznam písní
- "All I Want for Christmas Is You"
- "Blue Christmas"
- "River"
- "Extraordinary Merry Christmas"
- "Let It Snow"
- "My Favorite Things"
- "Santa Claus Is Coming to Town"
- "Christmas Wrapping"
- "Do They Know It's Christmas?"

## Hrají
| Dianna Agron      | Quinn Fabray          |
| Chris Colfer      | Kurt Hummel           |
| Darren Criss      | Blaine Anderson       |
| Jane Lynch        | Sue Sylvester         |
| Jayma Mays        | Emma Pillsburry       |
| Kevin McHale      | Artie Abrams          |
| Lea Michele       | Rachel Berry          |
| Cory Monteith     | Finn Hudson           |
| Heather Morris    | Brittany Pierce       |
| Matthew Morrison  | William Schuester     |
| Amber Riley       | Mercedes Jones        |
| Naya Rivera       | Santana Lopez         |
| Mark Salling      | Noah „Puck“ Puckerman |
| Harry Shum mladší | Mike Chang            |
| Jenna Ushkowitz   | Tina Cohen-Chang      |